# اولیسه ندونگ
اولیسه ندونگ (انگلیسی: Ulysse Ndong؛ زادهٔ ۲۴ نوامبر ۱۹۹۲) بازیکن فوتبال اهل فرانسه است.
وی همچنین در تیم ملی فوتبال گابن بازی کرده‌است.